# Żuraw rajski
Żuraw rajski, żuraw błękitny, żuraw Stanleya (Grus paradisea) – gatunek dużego ptaka z rodziny żurawi (Gruidae), występujący w Południowej Afryce i Namibii. Nie wyróżnia się podgatunków. Narażony na wyginięcie.
MorfologiaŻuraw rajski jest ptakiem bardzo smukłym. Duża część podudzia ponad stawem skokowym jest nieopierzona i ciemno ubarwiona. Upierzenie ptaka jest bladoszaroniebieskie. Czubek głowy jest biały, a dziób różowy. Długie ciemnoszare skrzydła opadają prawie do samej ziemi.
Długość ciała wynosi około 110–120 cm, rozpiętość skrzydeł 180–200 cm, zaś masa – 4900–5300 g.
Zasięg, środowiskoŻuraw rajski zamieszkuje RPA, nie zasiedla jednak większości Prowincji Przylądkowej Północnej i Limpopo. Izolowana populacja występuje w Parku Narodowym Etoszy w Namibii. Środowiskiem życia gatunku są głównie naturalne, trawiaste wyżyny, jednak występuje też w zakrzewieniach i obszarach upraw.
PożywienieWszystkożerny. Zjada zarówno owady (w tym gąsienice, prostoskrzydłe i termity Hodotermes mossambicus), kraby, kręgowce (np. ryby, płazy, gady i małe ssaki), jak i materię roślinną – liście lucerny, kukurydzę i nasiona pszenicy.
LęgiMonogamiczny. Gniazdo to platforma z roślin umieszczona na podłożu lub płytki dołek w ziemi wyściełany kamykami, roślinnością i ssaczymi odchodami. W zniesieniu od 1 do 2 jaj. Wysiadują je oba ptaki z pary przez 29–30 dni. Młode około 12 godzin po wykluciu opuszczają gniazdo. Są wobec siebie niezwykle agresywne; agresja częściowo ustępuje, gdy w wieku blisko 15 dni potrafią już same znajdować pożywienie. Uzyskują zdolność lotu po mniej więcej 12 tygodniach życia, a po kolejnych 2 miesiącach stają się w pełni niezależne.
StatusMiędzynarodowa Unia Ochrony Przyrody (IUCN) uznaje żurawia rajskiego za gatunek narażony (VU – Vulnerable) nieprzerwanie od 1994 roku. Liczebność populacji szacuje się na około 17–30 tysięcy dorosłych osobników. Globalny trend liczebności populacji uznawany jest za spadkowy, choć niektóre populacje mogą być stabilne lub nawet zwiększać liczebność.